# Zendaya (албум)
Zendaya је истоимени деби студијски албум америчке певачице и глумице Зендеје, издат 17. септембра 2013. за Hollywood Records. Након што је глумила у серији Disney Channel-а, Играј!, Зендеја је потписала уговор са дискографском кућом Hollywood Records, по ком је почела да снима свој деби крајем 2012. године. Zendaya се састоји од 12 песама; музички, представља електропоп албум који укључује урбани поп, R&B и дабстеп. Текстуално, албум говори о темама сломљеног срца и љубави.
По издању, наишао је на позитивне критике музичких критичара, који су похвалили продукцију албума. Комерцијално, албум је дебитовао на 51. месту америчке листе  200, продавши 7.000 примерака у првој недељи. Водећи сингл албума „Replay” издат је 16. јула 2013. године, а његов музички спот је премијерно објављен 15. августа 2013. на Vevo-у и Disney Channel-у. Сингл је у то време постао Зендејина песма са највишим бројем на топ-листама, нашавши се међу четрдесет најбољих у САД и на Новом Зеланду. Да би даље промовисала албум, Зендеја је наступала у разним телевизијским емисијама и кренула на турнеју по Северној Америци под називом Swag It Out Tour.

## Списак песама
| №   | Назив | Продуцент(и)                               | Трајање |  |
| 1.  |       | Шулц Фред [a] Аџеји Џексон [a] Шелтон [a]  | 3.29    |  |
| 2.  |       | Хармони [b] Кармен Рис [a]                 | 4.13    |  |
| 3.  |       | Евиган Ломакс [a] С. Џонсон [a] Вотерс [a] | 3.47    |  |
| 4.  |       | Јеберг                                     | 3.19    |  |
| 5.  |       | Ломакс [a] С. Џонсон [a]                   | 3.11    |  |
| 6.  |       |                                            | 3.48    |  |
| 7.  |       | Ломакс [a] С. Џонсон [a]                   | 3.44    |  |
| 8.  |       | Ден Бук [a]                                | 3.38    |  |
| 9.  |       |                                            | 2.57    |  |
| 10. |       | Џонас Шелтон                               | 4.07    |  |
| 11. |       | Бракис                                     | 3.07    |  |

| №               | Назив           | Продуцент(и)    | Трајање |  |
| 12.             |                 |                 | 3.10    |  |
| Укупно трајање: | Укупно трајање: | Укупно трајање: | 42.30   |  |

Напомене
- ^[a]  означава вокалног продуцента

## Позиције
| Топ-листа (2013)    | Највиша позиција |
| ------------------- | ---------------- |
| САД (Billboard 200) | 51               |

## Историја издања
| Регион | Датум               | Издање               | Издавач |
| ------ | ------------------- | -------------------- | ------- |
| САД    | 17. септембар 2013. | Standard Target-ово издање |         |
| Канада | 17. септембар 2013. | стандардно           |         |
| Разно  | 11. април 2014.     | стандардно           |         |